# Louisa (Virgínia)
Louisa és una població dels Estats Units a l'estat de Virgínia. Segons el cens del 2000 tenia 1.401 habitants.

## Demografia
Segons el cens del 2000, Louisa tenia 1.401 habitants, 584 habitatges, i 331 famílies. La densitat de població era de 295,6 habitants per km².
Dels 584 habitatges en un 30% hi vivien nens de menys de 18 anys, en un 35,6% hi vivien parelles casades, en un 16,4% dones solteres, i en un 43,3% no eren unitats familiars. En el 37% dels habitatges hi vivien persones soles el 18,3% de les quals corresponia a persones de 65 anys o més que vivien soles. El nombre mitjà de persones vivint en cada habitatge era de 2,25 i el nombre mitjà de persones que vivien en cada família era de 2,93.
Per edats la població es repartia de la següent manera: un 24,8% tenia menys de 18 anys, un 7,9% entre 18 i 24, un 28,5% entre 25 i 44, un 19,2% de 45 a 60 i un 19,6% 65 anys o més.
L'edat mediana era de 38 anys. Per cada 100 dones de 18 o més anys hi havia 73,1 homes.
La renda mediana per habitatge era de 29.519 $ i la renda mediana per família de 42.396 $. Els homes tenien una renda mediana de 27.578 $ mentre que les dones 23.188 $. La renda per capita de la població era de 17.763 $. Entorn del 14,7% de les famílies i el 18,7% de la població estaven per davall del llindar de pobresa.

## Poblacions més properes
El següent diagrama mostra les poblacions més properes.